# Collinsia (chi nhện)
Collinsia là một chi nhện trong họ Linyphiidae.

## các loài
- Collinsia borea (L. Koch, 1879)
- Collinsia caliginosa (L. Koch, 1879)
- Collinsia clypiella (Chamberlin, 1920)
- Collinsia crassipalpis (Caporiacco, 1935)
- Collinsia dentata Eskov, 1990
- Collinsia despaxi (Denis, 1950)
- Collinsia distincta (Simon, 1884)
- Collinsia ezoensis (Saito, 1986)
- Collinsia hibernica (Simon, 1926)
- Collinsia holmgreni (Thorell, 1871)
- Collinsia holmi Eskov, 1990
- Collinsia inerrans (O. Pickard-Cambridge, 1885)
- Collinsia ksenia (Crosby & Bishop, 1928)
- Collinsia oatimpa (Chamberlin, 1949)
- Collinsia oxypaederotipus (Crosby, 1905)
- Collinsia palmeni Hackman, 1954
- Collinsia perplexa (Keyserling, 1886)
- Collinsia pertinens (O. Pickard-Cambridge, 1875)
- Collinsia plumosa (Emerton, 1882)
- Collinsia probata (O. Pickard-Cambridge, 1874)
- Collinsia sachalinensis Eskov, 1990
- Collinsia spetsbergensis (Thorell, 1871)
- Collinsia stylifera (Chamberlin, 1949)
- Collinsia thulensis (Jackson, 1934)
- Collinsia tianschanica Tanasevitch, 1989